# Маяк на острове Бёюк-Зиря
Маяк на острове Бёюк-Зиря (азерб. Böyük Zirə mayakı) — действующий маяк на севере острова Бёюк-Зиря в Каспийском море, в Азербайджане.

## История
Маяк на острове начал действовать с 1884 года освещая путь судам, входящим ночью в Бакинскую бухту. До 1907 года эти функции выполняла прежде всего Девичья башня. Однако после того, как огни Баку стали забивать проблесковый свет её маяка, Наргин (прежнее название острова), отделяющий Бакинский залив от моря, стал основным путеводителем для моряков. Освещать путь кораблям помогали керосиновофитильная горелка, а затем газовый фонарь, со светооптическим аппаратом 4-го разряда. Наргинский маяк, освещённый в 1912 году ацетиленом, стал первым в Российской империи из указательных маяков, освещённых этим способом. 
В начале Великой Отечественной войны маяк на Наргине был взорван, чтобы не привлекать внимания немецкой авиации, а на острове установили зенитные орудия. 
В 1958 году Наргинский маяк был восстановлен и действует до сих пор.